# Lidia (imię)
Lidia (gr. Λυδία – mieszkanka Lidii) – imię żeńskie pochodzenia greckiego, w późniejszym czasie przejęte przez Rzymian.
W styczniu 2025 r. w rejestrze PESEL, wśród publicznie dostępnych danych dotyczących osób żyjących, wykazano 82176 kobiet o imieniu Lidia nadanym jako imię pierwsze oraz 34633 kobiety noszące imię Lidia jako imię drugie.
Lidia imieniny obchodzi 27 marca i 3 sierpnia.

## W innych językach[6]
- angielski – Lydia,
- czeski – Lýdie, Lydie,
- francuski – Lydie,
- hiszpański – Lidia,
- niemiecki – Lydia,
- słoweński – Lidija, Lidka,
- węgierski – Lídia,
- włoski – Lidia, Lydia.

## Kobiety o imieniu Lidia
- Lidia z Tiatyry – postać biblijna, święta Kościoła katolickiego,
- Lidia Amejko – pisarka i dramatopisarka,
- Lidia Bagińska – adwokat, radca prawny,
- Lidia Bajkowska – autorka książek dla dzieci o tematyce muzycznej,
- Lidia Biela – działaczka konspiracyjna,
- Lidia Błądek – polska polityk, notariusz, samorządowiec,
- Lidia Bogaczówna – polska aktorka teatralna i filmowa,
- Lidia Chmielnicka-Żmuda – polska siatkarka,
- Lidia Chojecka – lekkoatletka,
- Lidia Czarska – pisarka,
- Lidia Czukowska – pisarka,
- Lidia Ciołkoszowa – polska działaczka polityczna,
- Lidia Daniszewska – sanitariuszka, uczestniczka powstania warszawskiego,
- Lidia Duda – autorka reportaży i filmów dokumentalnych,
- Lidia Geringer de Oedenberg – polska działaczka kulturalna,
- Lidia Główczewska – była więźniarka niemieckiego obozu koncentracyjnego Stutthof,
- Lidia Gotschalk – siostra diakonisa,
- Lidia Grychtołówna – polska pianistka,
- Lidia Grzesiuk – psycholog,
- Lidia Jackiewicz-Kozanecka – polska polityk, posłanka na Sejm PRL,
- Lidia Jazgar – współzałożycielka, menedżerka i wokalistka zespołu Galicja,
- Lidia Kłobucka – śpiewaczka operetkowa,
- Lidia Kmitowa – wybitna polska skrzypaczka, profesor,
- Lidia Kopania – piosenkarka,
- Lidia Kozicka – polska polityk,
- Lidia Korsakówna – aktorka,
- Lidia Król-Pinder – dyrektor i współwłaścicielka cyrku „Korona”,
- Lidia Książkiewicz – polska pianistka i organistka,
- Lidia Litwiak – radziecka pilotka, Bohater Związku Radzieckiego,
- Lidia Milka-Wieczorkiewicz – polska historyk i dyplomatka,
- Lidia Miś – polska pisarka,
- Lidia Mularska-Andziak – polska historykini,
- Lidia Nartowska – działaczka społeczna i kultury,
- Lidia Nicole Alberto – angolska lekkoatletka,
- Lidia Popiel – modelka, fotograf,
- Lidia Pospieszalska – polska wokalistka jazzowa,
- Lidia Sadowa – polska aktorka,
- Lidia Siemionowa – szachistka,
- Lidia Skoblikowa – radziecka łyżwiarka szybka,
- Lidia Smyczyńska – polska dziennikarka i wydawca,
- Lidia Staroń – politykini,
- Lidia Szulewa – bułgarska inżynier, przedsiębiorca i politykini,
- Lidia Șimon – rumuńska lekkoatletka, maratończykini,
- Lidia Trettel – włoska snowboardzistka,
- Lidia Wasiak – Miss Polonia 1983,
- Lidia Winniczuk – polska filolog klasyczna,
- Lidia Wołowiec – polska polityk, posłanka na Sejm PRL,
- Lidia Wysocka – polska aktorka, piosenkarka,
- Lidia Zamenhof – propagatorka esperanto, bahaizmu oraz idei homaranismo,
- Lidia Zamkow – aktorka, reżyser, dyrektor teatru,
- Lidia Zonn – polska montażystka dokumentalna,
- Lidia Żmihorska – polska malarka.